# جيري سوليفان
جيري سوليفان (بالإنجليزية: Gerry Sullivan)‏ هو سياسي أسترالي، ولد في 20 يوليو 1943، وتوفي في 1 سبتمبر 2000. حزبياً، نشط في حزب العمال الأسترالي. وقد انتخب عضو الجمعية التشريعية نيو ساوث ويلز.